# Narushima (Nagasaki)
Narushima (japanisch 奈留島) ist eine Insel im Süden Japans, die zu den Gotō-Inseln zählt.

## Geographie
Narushima liegt in der Präfektur Nagasaki und hat eine Fläche von 23,82 km² und einen Umfang von 75,4 km. Der höchste Punkt der Insel liegt auf 253 m. Nach der letzten Volkszählung von 2020 hat Narushima eine rückläufige Einwohnerzahl von 1950.
| Jahr      | 1995 | 2000 | 2005 | 2010 | 2015 | 2020 |
| Einwohner | 4418 | 3891 | 3321 | 2776 | 2246 | 1950 |

## Verkehr
Es bestehen mehrere Fährverbindungen zu Nachbarinseln.